# منطقة رامجره
رامجره رمزها «RM» (بالإنجليزية: Ramgarh)‏ ، هو تقسيم إداري لدولة الهند تتبع ولاية جهارخاند (بالإنجليزية: Jharkhand)‏ ، مركزها هو مدينة رامجره (بالإنجليزية: Ramgarh)‏ عدد سكانها حسب تعداد سنة 2001 هو 8,39,482 ، مساحتها 1,212 كم² وكثافة السكان 692 لكل كم² .